# Kabelpeitsche

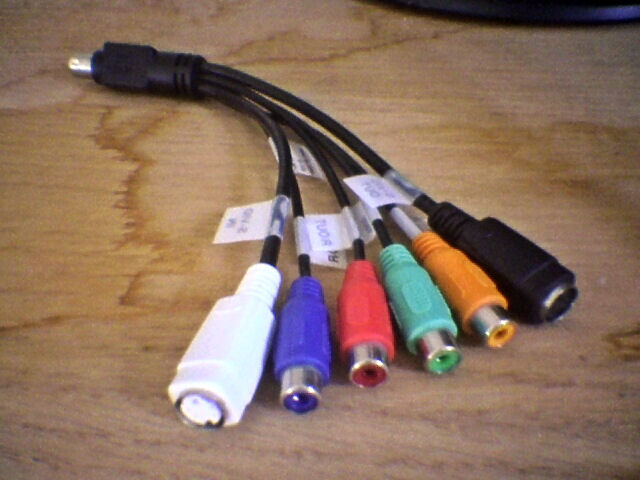
Kabelpeitsche für ViVo-Grafikkarten

Kabelpeitsche bezeichnet eine besondere Art von Adaptern für elektrische Signale: Aus einem mehrpoligen Steckverbinder werden mehrere wenigerpolige Steckverbinder herausgeführt, welche mit diesem durch ein relativ kurzes Kabel verbunden sind.
Ein Grund für diese Adapter sind oft herstellerspezifische Anschlussbuchsen, welche erst durch die Kabelpeitschen zu standardisierten Anschlüssen werden. Die Zusammenfassung mehrerer Buchsen zu einer geschieht meist aufgrund von Platzmangel am Gerät.